# Spongia isidis
Spongia isidis är en svampdjursart som beskrevs av Duchassaing och Giovanni Michelotti 1864. Spongia isidis ingår i släktet Spongia och familjen Spongiidae. Inga underarter finns listade i Catalogue of Life.